# Catedral de Palma de Maiorca
A Catedral de Palma de Maiorca, popularmente conhecida como La Seu (Seu ou Seo é o nome dado às catedrais da Coroa de Aragão), é o principal edifício religioso da ilha de Maiorca, Espanha, e é a sede da Diocese de Maiorca. O prédio é enorme e é medido entre as maiores catedrais góticas européias sua cúpula atingindo uma altura de 44 m sendo superada apenas pela catedral de Beauvais a mais alta catedral gótica do mundo 48 m, ligeiramente menos do que a altura da Catedral de Milão em 45 m contraste, bate Catedral de Colónia atingindo 43 m. O edifício abrange 6.655 m2. O volume interior é de 160 000 m3.